# ライトフィールド顕微鏡
ライトフィールド顕微鏡法（Light Field Microscopy、LFM）は、ライトフィールド理論に基づいた3次元顕微鏡法。この手法は従来の顕微鏡法と比較して以下の特徴がある：
- スキャンフリー: 試料を走査する必要がない
- 高速イメージング: 亜秒単位（約10 Hz）での撮影が可能
- 大容積: 0.1から1立方ミリメートル程度の大きな体積を一度に撮影
- 高分解能: 約1マイクロメートルの空間分解能を実現

これらの特性により、LFMは弱散乱性および半透明な試料の観察に特に適している。

## 動作原理
LFMのイメージングプロセスは、主に以下の2つのステップから構成される：
1. ライトフィールドの捕捉: 多くの場合、マイクロレンズアレイを使用
2. 画像処理: 光の伝播を表現する2つの方法に基づいて行われる
  - 光線光学的アプローチ[1]
  - 波動光学的アプローチ[2]

## 歴史
LFMの開発は、スタンフォード大学コンピュータグラフィックス研究所が2006年に最初のLFMプロトタイプを発表して以来研究が続いており、生物学や医学など、様々な分野での応用が期待されている。

## ライトフィールド生成方法

ライトフィールド顕微鏡の光線パラメータ化。(A) リレーレンズを使用しない光フィールドパラメータ化。対物面は対物レンズを介してマイクロレンズアレイ面と共役関係にあり、対物レンズ面はマイクロレンズを介してセンサー面と共役関係にある。2点の中間像はマイクロレンズアレイ面上に形成され、1つのマイクロレンズが1つの点に対応する。各マイクロレンズ背後に形成されるサブイメージには、対物レンズの像が取り込まれる。(B) リレーシステムを活用した光フィールドパラメータ化。焦点面の点とマイクロレンズ間の共役関係は維持されるが、各マイクロレンズ背後に形成されるサブイメージには対物レンズの一部のみが取り込まれる。どちらのシステムでも、光線は「通過するマイクロレンズの2次元座標」と「光線が到達するサブイメージピクセルの2次元座標」の組み合わせとしてパラメータ化される。

## 応用

### 神経活動の計測
スタンフォード大学における初期研究を端緒として、ライトフィールド顕微鏡をゼブラフィッシュ（Danio rerio）の幼生のカルシウムイメージングに応用された後、本手法は神経活動のイメージング分野で幅広く応用されるようになり、以下のような研究が報告されている：
- カエノラブディティス・エレガンス（C. elegans）の全脳にわたる神経活動の計測[5]
- ゼブラフィッシュ幼生の全脳イメージング[4]
- ショウジョウバエ（Drosophila）の脳全体で200 Hzの速度によるカルシウムおよび電位活性センサーのイメージング[6]
- 仮想環境を移動するマウスの海馬領域（1mm×1mm×0.75mmボリューム）の高速イメージング[7]

この応用領域は、計算光学と神経科学の交叉点において急速に発展している分野である。